# Eleutherodactylus zugi
Espèce
Statut de conservation UICN

 EN B1ab(iii) : En danger
Eleutherodactylus zugi est une espèce d'amphibiens de la famille des Eleutherodactylidae.

## Répartition
Cette espèce est endémique de Cuba. Elle se rencontre dans les provinces de Pinar del Río et de Matanzas de 155 à 390 m d'altitude dans la Sierra del Rosario, la Sierra de Camarones et le Pan de Matanza.

## Description
La femelle holotype mesure 18,9 mm.

## Étymologie
Cette espèce est nommée en l'honneur de George Robert Zug (1938-).

## Publication originale
- Schwartz, 1958 : Another new species of Eleutherodactylus (Amphibia: Leptodactylidae) from western Cuba. Journal of the Washington Academy of Sciences, vol. 48, p. 127-131 (texte intégral).